# Drewsen Spezialpapiere

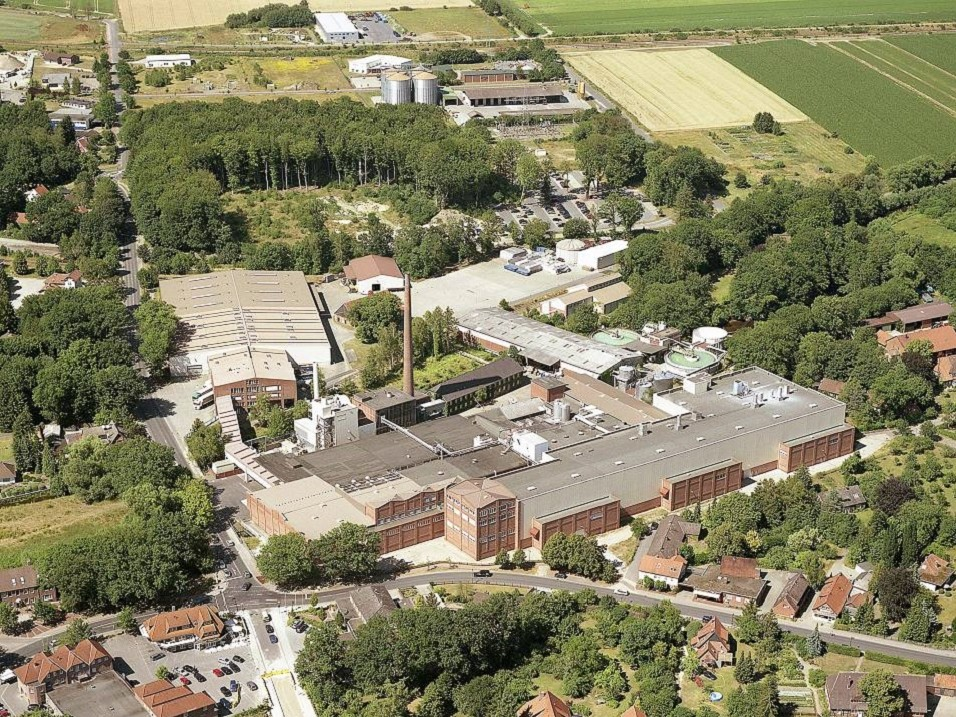
Luftaufnahme von Drewsen

Drewsen Spezialpapiere ist ein Hersteller von ungestrichenen holzfreien Spezialpapieren mit Sitz in Lachendorf im Landkreis Celle. Das Unternehmen produziert Sicherheitspapiere, technische Spezialpapiere sowie Druck- und Verpackungspapiere. Es beschäftigt 429 Mitarbeiter in Produktion und Verwaltung am Standort Lachendorf.

## Unternehmensgeschichte
Die Geschichte von Drewsen Spezialpapiere geht bis in das Jahr 1538 zurück, als am Ufer der Lachte durch den Herzog von Braunschweig und Lüneburg, Ernst den Bekenner, eine Papiermühle gegründet wurde, um die steigende Papiernachfrage zu decken, die mit Erfindung des Buchdrucks, der Reformation und der damit verbundenen Verbreitung der Bibel einherging. Damit ist Drewsen Spezialpapiere die älteste noch selbstständig produzierende Papierfabrik Deutschlands. Im Jahr 1714 wurde mit Marcus Drewsen erstmals ein Mitglied der Familie Drewsen Pächter der Papiermühle.
1846 hielt mit der Installation der ersten Papiermaschine die Industrialisierung Einzug. Eine Papiermaschine modernen Typs wurde 1925 in Betrieb genommen und im Jahr 1957 durch eine zweite Papiermaschine ergänzt.
1962 ging der erste erdgasgefeuerte Dampfkessel in der deutschen Papierindustrie bei Drewsen Spezialpapiere in Betrieb. Um den steigenden Anforderungen an die Abwasserreinheit zu begegnen und der Verantwortung gegenüber der Umwelt gerecht zu werden, wurde 1994 eine neuartige biologische Kläranlage gebaut. Die Kapazität der Fabrik wurde im Jahr 2000 um das Doppelte gesteigert, als die Papiermaschine 5 installiert wurde.

## Technische Ausstattung
Das Werk verfügt über eine Produktionskapazität von  160.000 Jahrestonnen auf drei Papiermaschinen. Durch ein eigenes GuD-Kraftwerk werden 100 % des werkseigenen Energiebedarfs abgedeckt.
| Anlagen               | Nettobreite  | Flächengewicht | Einsatzschwerpunkte                            |
| --------------------- | ------------ | -------------- | ---------------------------------------------- |
| PM 1                  | 192 cm       | 60 – 380 g/m²  | Wasserzeichen- und Sicherheitspapiere          |
| PM 2                  | 234 cm       | 30 – 160 g/m²  | Wasserzeichen-, Verpackungs- und Kuvertpapiere |
| PM 5                  | 480 cm       | 35 – 120 g/m²  | Basispapiere, Druck- und Verlagspapiere        |
| Querschneider         | 165 cm       |                | Formatpapiere (35 – 300 g/m²)                  |
| Planschneider         | 150 cm       |                | Sicherheitspapiere                             |
| Riesverpackungsanlage | 55 – 120 cm  |                | Formatpapiere                                  |
| Rollenschneider       | 220 – 485 cm |                | Hülse 70 – 200 mm                              |

Quelle: 
Die PM 1 zählt dabei zu den schnellsten Langsiebmaschinen in Europa, auf der Wasserzeichenpapiere ab 60 g/m² Flächengewicht hergestellt werden.

## Produkte
Das Produktportfolio besteht aus den drei Organisationseinheiten Sicherheitspapiere, technische Papiere sowie Druck- und Verpackungspapiere. Dabei ist die Firma insbesondere auf den Markt der Spezialpapiere ausgerichtet und bietet speziell auf die Kunden zugeschnittene Papierlösungen an.

### Sicherheitspapiere

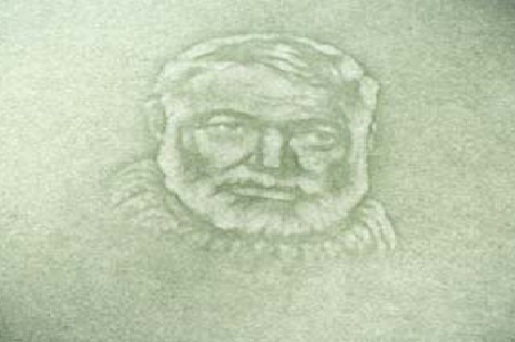
Wasserzeichen Hemingway: Beispiel für ein mehrstufiges Wasserzeichen.

Im Bereich Prosecura werden Sicherheitspapiere abgesetzt, die sich für den Einsatz in Produkten wie Pässen, Bankschecks, Briefmarken, Steuerbanderolen, Zeugnissen und weiteren Dokumenten eignen. Je nach Anforderung und Anwendungsgebiet können verschiedene Sicherheitsmerkmale wie Wasserzeichen, Sicherheitsfasern oder Sicherheitsfäden und chemische Schutzmerkmale kombiniert werden. Alle Sicherheitspapiere sind auch für den Inkjetdruck geeignet.

### Technische Papiere
Die technischen Basispapiere werden in verschiedenen Produkten verwendet. Sie lassen sich für unterschiedliche Verarbeitungs- und Beschichtungszwecke einsetzen und werden kundenindividuell angepasst. Die Papiere der Marke Produra sind für weitere Veredelungs- und Verarbeitungsschritte bestimmt, wie z. B. Streichen und Beschichten, Thermostrich, Silikonisierung, Extrusion oder Metallisierung. Prolabel-Papiere bilden die Basis für Haftetiketten und Labels. Seit 2016 sind auch Sterilisationspapiere für den Einsatz im medizinischen Verpackungsbereich erhältlich.

### Druck- und Verpackungspapiere
Die Produktgruppe Profino stellt Papiere für den Kuvert-, Druck- und Verpackungssektor her. Bis 2012 lag der Schwerpunkt auf der Produktion von Papieren für Briefumschläge, Rechnungs- und Überweisungsträger sowie Land- und Seekarten. Ebenso werden Papiere zur Herstellung von Lottotickets, Fahrscheinen und medizinischen Rezepten hergestellt. Ab 2012 setzte ein größerer Wandel ein, um dem stetigen Rückgang der graphischen Absatzmengen in der Papierindustrie zu begegnen. Das Portfolio wurde durch Dünndruckpapiere zur Verwendung als Packungsbeilagen in der Pharmaindustrie ergänzt. Im Jahre 2015 ist Drewsen Spezialpapiere in den Verpackungsmarkt eingestiegen und bietet fettdichte Lebensmittelverpackungen an, seit 2016 auch in einer Variante ohne Fluorpolymere.

### Nachhaltigkeit
Das Unternehmen ist nach verschiedenen Umweltstandards, u. a. nach ISO 14001, FSC, PEFC und dem EU Ecolabel zertifiziert.
Das Umweltmanagementsystem unterstützt die ständige Verbesserung des betrieblichen Umweltschutzes.
Die Papierfabrik bietet auch CO2-neutrale Papiere an.
Drewsen Spezialpapiere verfügt über ein zertifiziertes Qualitätsmanagementsystem nach ISO 9001.
Für den Betrieb des unternehmenseigenen GuD-Kraftwerks ist ein Energiemanagement vorhanden, zertifiziert nach ISO 50001.

## Ausbildung
In folgenden Berufen wird ausgebildet:
- Papiertechnologe
- Elektroniker für Automatisierungstechnik
- Industriemechaniker
- Industriekaufmann/-frau
- Maschinen- und Anlagenführer
- Fachinformatiker